# Jan Bondeson
Jan Bondeson (født 17. december 1962) er en svensk læge og forfatter, der primært skriver på engelsk.
Han er ansat på reumatologisk afdeling på Wales University Hospital i Wales hovedstad Cardiff.
Han har skrevet en række bøger om historiske emner, tit med tendens til det makabre. Han har også skrevet en af de få engelsksprogede bøger om Palmemordet "Blood on the Snow: The Killing of Olof Palme" udgivet i 2005 på et amerikanske universitetsforlag.
Bogen blev udgivet året efter i dansk oversættelse.
I forbindelse med udgivelse af en bog gav han et kort interview til PublishersWeekly.com.